# Questopogon guttatus
Questopogon guttatus är en tvåvingeart som beskrevs av Daniels 1976. Questopogon guttatus ingår i släktet Questopogon och familjen rovflugor. Inga underarter finns listade i Catalogue of Life.